# Cassandra
Apache Cassandra（社区内一般简称为C*）是一套开源分布式NoSQL数据库系统。它最初由Meta开发，用于改善電子郵件系統的搜尋效能的简单格式数据，集Google BigTable的数据模型与Amazon Dynamo的完全分布式架构于一身。Facebook于2008将 Cassandra 开源，此后，由于Cassandra良好的可扩展性和性能，被 Apple, Comcast,Instagram, Spotify, eBay, Rackspace, Netflix等知名网站所采用，成为了一种流行的分布式结构化数据存储方案。
在数据库排行榜“DB-Engines Ranking”中，Cassandra排在第十位，是非关系型数据库中排名第四高。

## 历史
Cassandra 的名称来源于希腊神话，是特洛伊的一位悲剧性的女先知的名字，因此项目的Logo是一只放光的眼睛。
这个项目由就职于Facebook的Avinash Lakshman（也是Amazon Dynamo的作者之一）和Prashant Malik在为Facebook的Inbox编写。2008年，Facebook将项目开源，Cassandra在2009年成为了Apache软件基金会的Incubator项目，并在2010年2月走出孵化器，成为正式的基金会项目。目前这个项目主要由专门进行Cassandra商业化运作的DataStax（页面存档备份，存于）公司来开发，也有一些来自其他公司或独立的开发者。

### 主要版本和主要改进[11]
- 0.6，2010年4月发布，支持内置的缓存。
- 0.7，2011年1月发布，支持按列建二级索引(secondary indexes)及在线修改表的结构定义
- 0.8，2011年6月发布，支持CQL语言和零停机的在线升级
- 1.0，2011年10月发布，支持数据压缩，level compaction和提高读取性能
- 1.1，2012年4月发布，支持ssd和机械硬盘混合使用
- 1.2，2013年1月发布，支持虚拟节点(一个机器在一致性哈希环中拥有多个节点)、原子性的批处理
- 2.0，2013年9月发布，支持轻量级事务、触发器、改进compaction性能，强制使用Java7
- 2.1，2014年9月10日发布
- 2.2 , 2015年7月20日发布
- 3.0 , 2015年11月11日发布
- 3.1 , 同样 3.10版本，使用类tick-tock发布模式，每月发布一次 , 偶数编号版本提供新功能和错误修正，而奇数编号版本只包括错误修正。
- 3.11 ，2017年6月23日发布，作为稳定的3.11版本系列，修复了上一个tick-tock功能版本的错误。

## 数据模型
Cassandra使用了Google 设计的 BigTable的数据模型，与面向行(row)的传统的关系型数据库或键值存储的key-value数据库不同，Cassandra使用的是宽列存储模型(Wide Column Stores)，每行数据由row key唯一标识之后，可以有最多20亿个列，每个列有一个column key标识，每个column key下对应若干value。这种模型可以理解为是一个二维的key-value存储，即整个数据模型被定义成一个类似map<key1, map<key2,value>>的类型。
旧版的Cassandra与客户端交互的方法是通过thrift，而目前新版本的Cassandra采用与SQL语言类似的CQL语言来实现数据模型的定义和数据的读写。其中BigTable中的列族(Column Family)在Cassandra中被称作类似关系型数据库中的称呼——表(table)，而Cassandra/BigTable中的row key和column key并称为主键(primary key)。
Cassandra的row key决定了该行数据存储在哪些节点中，因此row key需要按哈希来存储，不能顺序的扫描或读取，而一个row内的column key是顺序存储的，可以进行有序的扫描或范围查找。

## 存储模型
与BigTable和其模仿者HBase不同，Cassandra的数据并不存储在分布式文件系统如GFS或HDFS中，而是直接存于本地。与BigTable一样，Cassandra也是日志型数据库，即把新写入的数据存储在内存的Memtable中并通过磁盘中的CommitLog来做持久化，内存填满后将数据按照key的顺序写进一个只读文件SSTable中，每次读取数据时将所有SSTable和内存中的数据进行查找和合并。这种系统的特点是写入比读取更快，因为写入一条数据是顺序计入commit log中，不需要随机读取磁盘以及搜索。

## 分布式架构
Cassandra的系统架构与Dynamo类似，是基于一致性哈希的完全P2P架构，每行数据通过哈希来决定应该存在哪个或哪些节点中。集群没有master的概念，所有节点都是同样的角色，彻底避免了整个系统的单点问题导致的不稳定性，集群间的状态同步通过Gossip协议来进行P2P的通信。每个节点都把数据存储在本地，每个节点都接受来自客户端的请求。每次客户端随机选择集群中的一个节点来请求数据，对应接受请求的节点将对应的key在一致性哈希的环上定位是哪些节点应该存储这个数据，将请求转发到对应的节点上，并将对应若干节点的查询反馈返回给客户端。
在一致性、可用性和分区耐受能力（CAP）的折衷问题上，Cassandra和Dynamo一样比较灵活。Cassandra的每个keyspace可配置一行数据会写入多少个节点(设这个数为N)，来保证数据不因为机器宕机或磁盘损坏而丢失数据，即保证了CAP中的P。用户在读写数据时可以指定要求成功写到多少个节点才算写入成功(设为W)，以及成功从多少个节点读取到了数据才算成功(设为R)。可推理得出，当W+R>N时，读到的数据一定是上一次写入的，即维护了强一致性，确保了CAP中的C。当W+R<=N时，数据是最终一致性因为存在一段时间可能读到的并不是最新版的数据。当W=N或R=N时，意味着系统只要有一个节点无响应或宕机，就有一部分数据无法成功写或者读，即失去了CAP中的可用性A。因此，大多数系统中，都将N设为3，W和R设为QUORUM，即“过半数”——在N为3时QUORUM是2。

## 支持的操作
Cassandra支持对一列数据进行insert、update、或delete操作。其中insert和update虽然语法略有区别，但语义上等价，即可以针对已经存在的行进行update或insert一个不存在的行。

### 轻量级事务
从2.0版开始，Cassandra支持轻量级事务。这种事务被称为“compare-and-set”，简称CAS。通过paxos算法实现在满足某条件后才修改数据否则不修改。目前支持"insert if not exist"、"update if col=value"、"delete if exist"等几种操作。

## 数据类型
Cassandra在CQL语言层面支持多种数据类型。
| CQL类型   | 对应Java类型      | 描述                                     |
| --------- | ----------------- | ---------------------------------------- |
| ascii     | String            | ascii字符串                              |
| bigint    | long              | 64位整数                                 |
| blob      | ByteBuffer/byte[] | 二进制数组                               |
| boolean   | boolean           | 布林                                     |
| counter   | long              | 计数器，支持原子性的增减，不支持直接赋值 |
| decimal   | BigDecimal        | 高精度小数                               |
| double    | double            | 64位浮点数                               |
| float     | float             | 32位浮点数                               |
| inet      | InetAddress       | ipv4或ipv6协议的ip地址                   |
| int       | int               | 32位整数                                 |
| list      | List              | 有序的列表                               |
| map       | Map               | 键值对                                   |
| set       | Set               | 集合                                     |
| text      | String            | utf-8编码的字符串                        |
| timestamp | Date              | 日期                                     |
| uuid      | UUID              | UUID类型                                 |
| timeuuid  | UUID              | 时间相关的UUID                           |
| varchar   | string            | text的别名                               |
| varint    | BigInteger        | 高精度整型                               |

## 与类似开源系统的比较

### Apache HBase
HBase是Apache Hadoop项目的一个子项目，是Google BigTable的一个克隆，与Cassandra一样，它们都使用了BigTable的列族式的数据模型，但是：
- Cassandra只有一种节点，而HBase有多种不同角色，除了处理读写请求的region server之外，其架构在一套完整的HDFS分布式文件系统之上，并需要ZooKeeper来同步集群状态，部署上Cassandra更简单。
- Cassandra的数据一致性策略是可配置的，可选择是强一致性还是性能更高的最终一致性；而HBase总是强一致性的。
- Cassandra通过一致性哈希来决定一行数据存储在哪些节点，靠概率上的平均来实现负载均衡；而HBase每段数据(region)只有一个节点负责处理，由master来动态分配一个region是否大到需要拆分成两个，同时会将过热的节点上的一些region动态的分配给负载较低的节点，因此实现动态的负载均衡。
- 因为每个region同时只能有一个节点处理，一旦这个节点无响应，在系统将这个节点的所有region转移到其他节点之前这些数据便无法读写，加上master也只有一个节点，备用master的恢复也需要时间，因此HBase在一定程度上有单点问题；而Cassandra无单点问题。
- Cassandra的读写性能优于HBase[17]。